# Palácio Liechtenstein
O Palácio Liechtenstein é um palácio barroco localizado em Viena, Áustria.
Foi construído para Johann Adam Andreas I von Liechtenstein a partir de 1700, com projeto de Domenico Egidio Rossi adaptado por Domenico Martinelli. O palácio é famoso pelos seus afrescos, executados por Johann Michael Rottmayr e especialmente Andrea Pozzo, cuja decoração da Sala de Hércules é uma de suas criações mais celebradas. Os jardins são adornados com esculturas de Giovanni Giuliani. Depois de ter servido para vários usos ao longo de sua história, entre 2001 e 2003 foi restaurado e transformado no Museu Liechtenstein, abrigando a rica coleção de arte da família principesca. A partir de 2012, contudo, o museu foi fechado ao público e atualmente só recebe visitas pré-agendadas para acesso à coleção, que permanece no local, funcionado também como centro de eventos.